# ألفا برادلي
ألفا برادلي (بالإنجليزية: Alva Bradley)‏ هو لاعب كرة قاعدة أمريكي، ولد في 28 فبراير 1884 في كليفلاند في الولايات المتحدة، وتوفي في 30 مارس 1953 في دلراي بيتش في الولايات المتحدة.